# Albinyana
Albinyana är en kommun i Spanien.   Den ligger i provinsen Província de Tarragona och regionen Katalonien, i den östra delen av landet, 400 km öster om huvudstaden Madrid. Antalet invånare är 2 367. Arean är 19,4 kvadratkilometer. Albinyana gränsar till Banyeres del Penedès, Masllorenç, El Vendrell, La Bisbal del Penedès, Santa Oliva och Bonastre. 
Terrängen i Albinyana är huvudsakligen platt, men söderut är den kuperad.